# W. G. Grace
William Gilbert "W. G." Grace (Downend, 18 juli 1848 – Mottingham, 23 oktober 1915) was een Brits arts en amateur cricketspeler en wordt beschouwd als een van de beste spelers ooit.
Grace speelde 44 seizoenen (1865-1908) in de hoogste klasse en vertegenwoordigde Engeland de meeste van die jaren. Hij scoorde in totaal 54211 runs en ving 2809 wickets.